# Oxyrhachis latipes
Oxyrhachis latipes är en insektsart som beskrevs av Buckton. Oxyrhachis latipes ingår i släktet Oxyrhachis och familjen hornstritar. Inga underarter finns listade i Catalogue of Life.